# Psarus
Psarus là một chi ruồi trong họ Syrphidae.